# Telipogon distantiflorus
Telipogon distantiflorus är en orkidéart som först beskrevs av Oakes Ames och Charles Schweinfurth, och fick sitt nu gällande namn av Norris Hagan Williams och Robert Louis Dressler. Telipogon distantiflorus ingår i släktet Telipogon och familjen orkidéer.
Artens utbredningsområde är Costa Rica. Inga underarter finns listade i Catalogue of Life.